# Materna z Pakości
Materna (Marcin) z Pakości herbu Laska (Leszczyc), (zm. przed 25 IX 1449) – podczaszy inowrocławski w latach 1418-1448, starosta bydgoski w latach 1425-1429.
Pochodził z możnego i licznie rozgałęzionego w Wielkopolsce i na Kujawach rodu Leszczyców.
Ojcem był Mikołaj z Pakości, kasztelan bydgoski, matka Agnieszka (Jachna), córka Wojciecha ze Służewa h. Pomian.
Jego braćmi byli Wojciech, kasztelan bydgoski, poznański i Tomasz, cześnik inowrocławski, kasztelan śremski oraz dwie siostry.
Po raz pierwszy pojawił się w źródłach w 1416 bez żadnych godnodności. Trzy razy był asesorem  sądu ziemskiego kujawskiego, raz asesorem sądu grodzkiego. 4 VII 1429 występuje jako starosta bydgoski wspólnie z bratem Wojciechem.
Wspólnie z braćmi właściciel pakosławskich dóbr ziemskich położonych w ówczesnym powiecie gnieźnieńskim i inowrocławskim. W skład wchodził zamek i miasto Pakość oraz wsie: Ludkowo, Krotoszyn, Piekczyn, Rybitwy, część wsi Chomętowa i Mikorzyna.
Wspólnie z braćmi posiadał klucz sempelborski w powiecie nakielskim, złożony z miasta Sempelborg (Sępólno Krajeńskie) oraz zapewne wsie: Sikorz, Niechorz, Wysoka, Świdwie, Wiśniewa. Klucz ten został sprzedany po 1420.
Po matce dziedziczyli wsie Broniszewo, Ciechocin (obecnie Ciechocinek) w powiecie inowrocławskim, wieś Szalonki w powiecie brzeskokujawskim. Klucz lutoborski w powiecie brzeskokujawskim i kowalskim składający się z wsi: Lutoborz, Rzegocin, Szczodrkowo, Kępa, Bilno, Sobiczewy, Ruda z młynem, Rzeżewo, sprzedane w 1419. W 1419 wspólnie z braćmi nabył wieś Radłowo w powiecie inowrocławskim i Jankowo w powiecie kcyńskim. W 1446 w wyniku podziału dóbr z bratem Wojciechem uzyskał zamek, miasto i wieś Pakość, wieś Luchowo w powiecie gnieźnieńskim i zapewne Rybitwy w powiecie inowrocławskim. Do tych dóbr dochodziły jeszcze posiadłości żony w powiecie przedeckim - połowa miasta Izbica, wsie: Sokołowo, Nowa Wieś, Krzywa Wieś.
Żona Anna, córka Macieja z Izbicy h. Awdaniec. Dzieci: Szymon (zmarły bezpotomnie); Agnieszka, żona Mikołaja Janowskiego, kasztelana śremskiego; Katarzyna, żona Andrzeja z Myśliborzyc, kasztelana rypińskiego; Małgorzata (nigdy nie wyszła za mąż).